# Complication (médecine)
Pour les articles homonymes, voir Complication.
En médecine, une complication est l'évolution défavorable d'une maladie, d'un état de santé ou d'un traitement médical.
La maladie peut empirer dans sa gravité ou montrer un nombre plus élevé de signes, de symptômes ou de nouveaux changements pathologiques, se répandre dans tout le corps ou affecter d'autres systèmes d'organes. Un traitement médical, tel que des médicaments ou une intervention chirurgicale, peut produire des effets indésirables et/ou engendrer de nouveaux problèmes de santé. Une nouvelle maladie peut également apparaître comme une complication d'une maladie déjà existante.
La connaissance médicale concernant une maladie, une procédure ou un traitement généralement implique une liste des complications les plus courantes, afin de pouvoir les prévoir, les prévenir ou les reconnaître plus facilement et plus rapidement.
Selon le degré de la vulnérabilité, la susceptibilité, l'âge, l'état de santé, l'état du système immunitaire, etc. des complications peuvent survenir plus facilement à un sujet. Les complications affectent négativement le pronostic d'une maladie. Les procédures médicales non invasives et peu invasives favorisent généralement moins de complications par rapport aux procédures invasives.

## Exemples de complications
- Une septicémie généralisée (infection du sang) peut survenir de la complication de l'infection d'une blessure ou d'un abcès.
- Un choc allergique peut être une complication d'une anesthésie générale.
- La fracture des côtes et du sternum peut être la complication d'un massage cardiaque.
- La fièvre puerpérale est une complication infectieuse de l'accouchement, autrefois redoutable.
- Le diabète sucré présente de nombreuses complications oculaires, dermatologiques, cardiaques, rénales, infectieuses, etc.
- La thrombose veineuse profonde (phlébite) ou la thrombose du cœur ou du cerveau (provoquant un infarctus du myocarde ou un accident vasculaire cérébral) peuvent être la complication d'un trouble de la crase sanguine.
- La bécégite est une complication inflammatoire généralement locale et bénigne de la vaccination par le BCG, mais peut être grave quand elle est disséminée (chez les patients déjà très immunodéprimés).
- L'encéphalopathie hépatique peut compliquer une hépatite fulminante ou une cirrhose.
- Un retard mental peut être une complication de l'hydrocéphalie.
- La réaction paradoxale à un médicament est une complication produisant l'effet opposé à son usage attendu ; par exemple les benzodiazépines, une classe de médicaments psychoactifs considérés comme des tranquillisants mineurs avec des effets variables hypnotiques, sédatifs, anxiolytiques, anticonvulsants et relaxants musculaire, peuvent paradoxalement créer de l'hyperactivité, de l'anxiété, des convulsions chez certains patients susceptibles.
- Une dysfonction érectile ou l'incontinence urinaire peuvent compliquer la prostatectomie.
- Le suicide est une complication fréquente de nombreuses conditions pouvant affecter négativement la vie et la santé mentale d'une personne, telles que les troubles bipolaires ou dépressifs majeurs, la schizophrénie, l'usage de substances psychotropes sans suivi médical régulier ou leur abus à des fins non thérapeutiques.